# ロベルト・コチャリャン
ロベルト・コチャリャン（アルメニア語: Ռոբերտ Քոչարյան、1954年8月31日 - ）は、アルメニアの政治家で第2代大統領（1998年 - 2008年）。
アゼルバイジャン・ソビエト社会主義共和国内、ナゴルノ・カラバフ自治州の州都ステパナケルトの出身。ナゴルノ・カラバフについては強硬派としてアゼルバイジャンからの同自治州分離を一貫して主張してきた。同自治州が「アルツァフ共和国」（ナゴルノ・カラバフ共和国とも呼ばれた）として独立宣言したのちの1992年に「アルツァフ共和国」の首相兼防衛委員に就任した。また、1994年12月29日には「アルツァフ共和国」大統領に指名された。1996年11月の第1回大統領選挙でも無所属ながら88.91パーセントの得票率で勝利し、その後アルメニアの首相に就任するため1997年3月20日に辞任するまで、「アルツァフ共和国」大統領の地位にあった。アルメニアの首相を務めた後は、1998年から2008年まで大統領を務めた。大統領在任中の1999年に発生した議会銃撃事件についての関与が囁かれている。
ソビエト連邦の崩壊まではアルメニア共産党の職員であったが、以後はどの政党にも属していない。コチャリャンの下、アルメニアは比較的安定・成長し、レヴォン・テル＝ペトロシャンの元で起きた多くの移民の発生を減らすことに成功した。
コチャリャンの2003年の再選は、選挙違反の申し立てにより傷つけられたが、多くの専門家は選挙違反がこの選挙結果をくつがえすほどのものではないと主張している。2004年の始めの頃、コチャリャンの辞任要求が散発的に起こり、彼の信任を問う国民投票を要求するデモが彼に反対する陣営の指導の下で行われた。
後継を決める2008年2月の大統領選挙では盟友のセルジ・サルキシャンが当選。しかしこの結果に反発する野党勢力が3月に首都エレバンにてデモを起こし、治安当局との衝突が発生。10人が死亡、約200人が負傷した。この時のデモ隊の中心メンバーだったニコル・パシニャンが2018年5月に首相に就任し、7月27日、アルメニア司法当局はこの野党デモ排除は憲法体制の転覆の罪に相当するとして当時の大統領であったコチャリャンを逮捕した。
2021年6月20日執行のアルメニア議会総選挙にはアルメニア同盟を率いて参戦し、前年のナゴルノ・カラバフ紛争の停戦交渉の際にニコル・パシニャン首相がアゼルバイジャンに対して大幅な譲歩を行ったと批判したが、選挙の暫定結果は27議席にとどまり、与党・市民契約の72議席には届かなかった。ただしコチャリャンは選挙に不正があったと主張し結果を受け入れていない。
2023年7月13日、アルメニア汚職防止裁判所はコチャリャンと家族（妻、子供、その配偶者）が所有する不動産20件、自動車2台、国内外企業18社の株式、150万ドル以上相当の預金と有価証券、約100億ドラムのローンについて、検事総長局の不法起源財産没収局による申請に基づいて没収する判断を下した。
妻ベラの間には3人の子供がいる。